# Eois angulata
Eois angulata är en fjärilsart som beskrevs av W. Warren 1904. Eois angulata ingår i släktet Eois och familjen mätare. Inga underarter finns listade i Catalogue of Life.